# Kings of Damnation Era '98 - '04
Kings Of Damnation Era '98 - '04 è una raccolta del 2005 dei Black Label Society.

## Tracce
1. Losing Your Mind
2. Horse Called War
3. Between Heaven and Hell
4. Sold My Soul
5. Bored to Tears
6. Bleed for Me
7. TAZ
8. Counterfeit God
9. Stronger Than Death
10. Speedball
11. Demise of Sanity
12. We Live No More
13. Stillborn
14. Blessed Hellride
15. Crazy or High
16. House of Doom
17. Takillya
18. Doomsday Inc
19. SDMF